# Éliminatoires de la Coupe du monde masculine de basket-ball 2023
Navigation
Édition précédente Édition suivante
Les qualifications pour la Coupe du monde masculine de basket-ball 2023 mettent aux prises les équipes nationales de basket-ball membres de la FIBA afin de désigner les 32 d'entre elles qui disputeront la phase finale organisée au Japon, en Indonésie et aux Philippines.

## Déroulement

### Format des qualifications
| FIBA Zone                                                     | Engagés | Places                           |
| ------------------------------------------------------------- | ------- | -------------------------------- |
| FIBA Afrique                                                  | 16      | 5                                |
| FIBA Amériques                                                | 16      | 7                                |
| FIBA Asie et FIBA Océanie                                     | 16      | 6 + le Japon et les Philippines* |
| FIBA Europe                                                   | 32      | 12                               |
| Total incluant le Japon et les Philippines qualifiés d'office | 80      | 32                               |

* Le Japon et les Philippines sont qualifiées d'office en tant que pays organisateurs de l'événement.

## Éliminatoires de la Coupe du monde de basketball FIBA 2023: zone Afrique

### Équipes engagées
Les 16 équipes participant au Championnat d'Afrique de basket-ball 2021 (FIBA AfroBasket 2021) sont engagées au premier tour de qualification pour la zone Afrique :
- Angola
- Cameroun
- Cap-Vert
- Côte d'Ivoire
- Égypte
- Guinée
- Kenya
- Mali
- Nigeria
- Ouganda
- Centrafrique
- RD Congo
- Rwanda
- Sénégal
- Soudan du Sud
- Tunisie

### Premier tour

#### Groupe A
| Rang | Équipe   | Pts | J | G | P | Pp  | Pc  | Diff |  | Résultats (dom.\ext.) |       |       |       |  |
| ---- | -------- | --- | - | - | - | --- | --- | ---- |  | --------------------- | ----- | ----- | ----- |  |
| 1    | Cap-Vert | 7   | 4 | 3 | 1 | 319 | 296 | 23   |  | Cap-Vert              |       | 79-71 | 87-78 |  |
| 2    | Nigeria  | 6   | 4 | 2 | 2 | 327 | 299 | 28   |  | Nigeria               | 70-79 |       | 91-72 |  |
| 3    | Ouganda  | 5   | 4 | 1 | 3 | 296 | 347 | -51  |  | Ouganda               | 77-74 | 69-95 |       |  |
| 4    | Mali (*) | 0   | 0 | 0 | 0 | 0   | 0   |      |  | Mali                  |       |       |       |  |

(*) : Le Mali a refusé de disputer ses matchs retours contre l'Ouganda et le Nigeria, protestant contre des indemnités non payées, et a donc perdu ces deux rencontres par forfait. À la suite de ces deux forfaits, il a été disqualifié et ses résultats ont été annulés.
| Qualification pour le second tour  |
| Élimination (par disqualification) |

#### Groupe B
| Rang | Équipe        | Pts | J | G | P | Pp  | Pc  | Diff |  | Résultats (dom.\ext.) |       |       |       |       |
| ---- | ------------- | --- | - | - | - | --- | --- | ---- |  | --------------------- | ----- | ----- | ----- | ----- |
| 1    | Soudan du Sud | 12  | 6 | 6 | 0 | 429 | 368 | 61   |  | Soudan du Sud         |       | 74-68 | 75-61 | 68-56 |
| 2    | Tunisie       | 10  | 6 | 4 | 2 | 386 | 369 | 17   |  | Cameroun              | 56-67 |       | 51-55 | 52-59 |
| 3    | Cameroun      | 7   | 6 | 1 | 5 | 338 | 365 | -27  |  | Tunisie               | 64-72 | 65-54 |       | 65-51 |
| 4    | Rwanda        | 7   | 6 | 1 | 5 | 340 | 391 | -51  |  | Rwanda                | 63-73 | 45-57 | 66-76 |       |

| Qualification pour le second tour |
| Élimination                       |

#### Groupe C
| Rang | Équipe        | Pts | J | G | P | Pp  | Pc  | Diff |  | Résultats (dom.\ext.) |       |       |       |       |
| ---- | ------------- | --- | - | - | - | --- | --- | ---- |  | --------------------- | ----- | ----- | ----- | ----- |
| 1    | Côte d'Ivoire | 12  | 6 | 6 | 0 | 442 | 381 | 61   |  | Guinée                |       | 56-65 | 76-71 | 65-85 |
| 2    | Angola        | 10  | 6 | 4 | 2 | 443 | 364 | 79   |  | Côte d'Ivoire         | 80-69 |       | 73-63 | 57-56 |
| 3    | Guinée        | 7   | 6 | 1 | 5 | 381 | 437 | -56  |  | Centrafrique          | 61-56 | 64-92 |       | 48-78 |
| 4    | Centrafrique  | 7   | 6 | 1 | 5 | 367 | 451 | -84  |  | Angola                | 75-59 | 73-75 | 76-60 |       |

| Qualification pour le second tour |
| Élimination                       |

#### Groupe D
| Rang | Équipe    | Pts | J | G | P | Pp  | Pc  | Diff |  | Résultats (dom.\ext.) |        |        |       |       |
| ---- | --------- | --- | - | - | - | --- | --- | ---- |  | --------------------- | ------ | ------ | ----- | ----- |
| 1    | Égypte    | 11  | 6 | 5 | 1 | 452 | 311 | 141  |  | Kenya                 |        | 55-100 | 39-72 | 56-66 |
| 2    | RD Congo  | 10  | 6 | 4 | 2 | 323 | 315 | 8    |  | Sénégal               | 86-54  |        | 75-57 | 60-72 |
| 3    | Sénégal   | 9   | 6 | 3 | 3 | 421 | 376 | 45   |  | Égypte                | 105-51 | 76-43  |       | 62-51 |
| 4    | Kenya (*) | 5   | 6 | 0 | 6 | 255 | 449 | -194 |  | RD Congo              | 20-0   | 62-57  | 52-80 |       |

(*) : Le Kenya, ayant déclaré forfait pour son match retour contre la République Démocratique du Congo, n'a pas obtenu de point pour cette rencontre.
| Qualification pour le second tour |
| Élimination                       |

### Second tour

#### Groupe E
| Rang | Équipe        | Pts | J  | G | P | Pp  | Pc  | Diff |  | Résultats (dom.\ext.) |       |       |       |       |       |       |
| ---- | ------------- | --- | -- | - | - | --- | --- | ---- |  | --------------------- | ----- | ----- | ----- | ----- | ----- | ----- |
| 1    | Côte d'Ivoire | 18  | 10 | 8 | 2 | 739 | 664 | 75   |  | Guinée                |       | 56-65 | 65-85 | 48-65 | 59-62 | 76-69 |
| 2    | Angola        | 18  | 10 | 8 | 2 | 735 | 618 | 117  |  | Côte d'Ivoire         | 80-69 |       | 57-56 | 77-69 | 78-66 | 89-44 |
| 3    | Cap-Vert      | 16  | 10 | 6 | 4 | 735 | 700 | 35   |  | Angola                | 75-59 | 73-75 |       | 80-67 | 70-67 | 84-62 |
| 4    | Nigeria       | 15  | 10 | 5 | 5 | 742 | 704 | 38   |  | Cap-Vert              | 78-70 | 79-64 | 58-65 |       | 79-71 | 87-78 |
| 5    | Guinée        | 12  | 10 | 2 | 8 | 660 | 715 | -55  |  | Nigeria               | 89-70 | 72-63 | 59-65 | 70-79 |       | 91-72 |
| 6    | Ouganda       | 11  | 10 | 1 | 9 | 647 | 857 | -210 |  | Ouganda               | 47-88 | 80-91 | 49-82 | 77-74 | 69-95 |       |

| Qualification pour la Coupe du Monde 2023 |
| Élimination                               |

#### Groupe F
| Rang | Équipe        | Pts | J  | G  | P | Pp  | Pc  | Diff |  | Résultats (dom.\ext.) |       |       |        |       |       |       |
| ---- | ------------- | --- | -- | -- | - | --- | --- | ---- |  | --------------------- | ----- | ----- | ------ | ----- | ----- | ----- |
| 1    | Soudan du Sud | 23  | 12 | 11 | 1 | 943 | 773 | 170  |  | Sénégal               |       | 75-57 | 60-72  | 69-66 | 53-70 | 90-71 |
| 2    | Égypte        | 20  | 12 | 8  | 4 | 881 | 766 | 115  |  | Égypte                | 76-43 |       | 62-51  | 65-85 | 67-61 | 63-71 |
| 3    | Sénégal       | 19  | 12 | 7  | 5 | 870 | 792 | 78   |  | RD Congo              | 62-57 | 52-80 |        | 61-82 | 45-57 | 69-71 |
| 4    | Tunisie       | 18  | 12 | 6  | 6 | 772 | 750 | 22   |  | Soudan du Sud         | 83-75 | 97-77 | 101-58 |       | 75-61 | 74-68 |
| 5    | RD Congo      | 17  | 12 | 5  | 7 | 684 | 779 | -95  |  | Tunisie               | 63-73 | 67-71 | 68-72  | 64-72 |       | 65-54 |
| 6    | Cameroun      | 16  | 12 | 4  | 8 | 773 | 818 | -45  |  | Cameroun              | 63-89 | 74-86 | 85-56  | 55-67 | 51-55 |       |

| Qualification pour la Coupe du Monde 2023 |
| Élimination                               |

#### Départage du meilleur troisième
| Rang | Équipe   | Pts | J  | G | P | Pp  | Pc  | Diff |
| ---- | -------- | --- | -- | - | - | --- | --- | ---- |
| 1    | Cap-Vert | 16  | 10 | 6 | 4 | 735 | 700 | 35   |
| 2    | Sénégal  | 15  | 10 | 5 | 5 | 684 | 683 | 1    |

| Qualification pour la Coupe du Monde 2023 |
| Élimination                               |

## Éliminatoires de la Coupe du monde de basketball FIBA 2023: zone Amériques

### Équipes engagées
16 équipes participent au premier tour de qualification pour la zone Amériques.
L'ensemble des 12 équipes participant au Championnat des Amériques de basket-ball 2022 (FIBA AmeriCup 2022) :
- Argentine
- Brésil
- Canada
- Colombie
- États-Unis
- Îles Vierges des États-Unis
- Mexique
- Panama
- Porto Rico
- République dominicaine
- Uruguay
- Venezuela

Les 2 première équipes du groupe A des pré-qualifications du Championnat des Amériques de basket-ball 2022 (AmeriCup 2022) :
- Bahamas
- Cuba

Les 2 premières équipes du groupe B des pré-qualifications du Championnat des Amériques de basket-ball 2022 (AmeriCup 2022) :
- Chili
- Paraguay

### Premier tour

#### Groupe A
| Rang | Équipe    | Pts | J | G | P | Pp  | Pc  | Diff |  | Résultats (dom.\ext.) |       |       |       |       |
| ---- | --------- | --- | - | - | - | --- | --- | ---- |  | --------------------- | ----- | ----- | ----- | ----- |
| 1    | Venezuela | 11  | 6 | 5 | 1 | 469 | 343 | 126  |  | Venezuela             |       | 66-69 | 77-56 | 87-59 |
| 2    | Argentine | 11  | 6 | 5 | 1 | 455 | 382 | 73   |  | Argentine             | 58-71 |       | 65-58 | 93-67 |
| 3    | Panama    | 8   | 6 | 2 | 4 | 406 | 414 | -8   |  | Panama                | 53-71 | 77-88 |       | 81-54 |
| 4    | Paraguay  | 6   | 6 | 0 | 6 | 330 | 521 | -191 |  | Paraguay              | 48-97 | 43-82 | 59-81 |       |

| Qualification pour le second tour |
| Élimination                       |

#### Groupe B
| Rang | Équipe   | Pts | J | G | P | Pp  | Pc  | Diff |  | Résultats (dom.\ext.) |       |        |        |       |
| ---- | -------- | --- | - | - | - | --- | --- | ---- |  | --------------------- | ----- | ------ | ------ | ----- |
| 1    | Brésil   | 11  | 6 | 5 | 1 | 533 | 411 | 122  |  | Uruguay               |       | 60-73  | 83-75  | 75-65 |
| 2    | Uruguay  | 10  | 6 | 4 | 2 | 444 | 434 | 10   |  | Brésil                | 85-66 |        | 119-73 | 77-53 |
| 3    | Colombie | 8   | 6 | 2 | 4 | 464 | 538 | -74  |  | Colombie              | 69-82 | 104-98 |        | 67-66 |
| 4    | Chili    | 7   | 6 | 1 | 5 | 396 | 454 | -58  |  | Chili                 | 67-78 | 55-81  | 90-76  |       |

| Qualification pour le second tour |
| Élimination                       |

#### Groupe C
| Rang | Équipe                      | Pts | J | G | P | Pp  | Pc  | Diff |  | Résultats (dom.\ext.)       |        |        |        |       |
| ---- | --------------------------- | --- | - | - | - | --- | --- | ---- |  | --------------------------- | ------ | ------ | ------ | ----- |
| 1    | Canada                      | 12  | 6 | 6 | 0 | 615 | 417 | 198  |  | Canada                      |        | 85-79  | 115-73 | 94-46 |
| 2    | République dominicaine      | 10  | 6 | 4 | 2 | 519 | 446 | 73   |  | République dominicaine      | 75-95  |        | 88-80  | 87-65 |
| 3    | Bahamas                     | 8   | 6 | 2 | 4 | 478 | 560 | -82  |  | Bahamas                     | 77-113 | 65-90  |        | 86-74 |
| 4    | Îles Vierges des États-Unis | 6   | 6 | 0 | 6 | 388 | 577 | -189 |  | Îles Vierges des États-Unis | 67-113 | 56-100 | 80-97  |       |

| Qualification pour le second tour |
| Élimination                       |

#### Groupe D
| Rang | Équipe     | Pts | J | G | P | Pp  | Pc  | Diff |  | Résultats (dom.\ext.) |       |       |       |       |
| ---- | ---------- | --- | - | - | - | --- | --- | ---- |  | --------------------- | ----- | ----- | ----- | ----- |
| 1    | États-Unis | 11  | 6 | 5 | 1 | 535 | 469 | 66   |  | États-Unis            |       | 89-67 | 93-67 | 95-90 |
| 2    | Mexique    | 10  | 6 | 4 | 2 | 498 | 498 | 0    |  | Mexique               | 97-88 |       | 90-86 | 75-66 |
| 3    | Porto Rico | 9   | 6 | 3 | 3 | 468 | 475 | -7   |  | Porto Rico            | 75-83 | 97-87 |       | 69-60 |
| 4    | Cuba       | 6   | 6 | 0 | 6 | 414 | 473 | -59  |  | Cuba                  | 64-87 | 72-82 | 62-65 |       |

| Qualification pour le second tour |
| Élimination                       |

### Second tour

#### Groupe E
| Rang | Équipe                 | Pts | J  | G  | P | Pp   | Pc   | Diff |  | Résultats (dom.\ext.)  |        |        |       |       |       |        |
| ---- | ---------------------- | --- | -- | -- | - | ---- | ---- | ---- |  | ---------------------- | ------ | ------ | ----- | ----- | ----- | ------ |
| 1    | Canada                 | 21  | 11 | 10 | 1 | 1098 | 764  | 334  |  | Bahamas                |        | 77-113 | 65-90 | 81-86 | 76-80 | 83-79  |
| 2    | Venezuela              | 19  | 11 | 8  | 3 | 870  | 732  | 138  |  | Canada                 | 115-73 |        | 85-79 | 94-56 | 99-87 | 112-71 |
| 3    | République dominicaine | 19  | 11 | 8  | 3 | 906  | 787  | 119  |  | République dominicaine | 88-80  | 75-95  |       | 72-68 | 80-69 | 70-61  |
| 4    | Argentine              | 19  | 11 | 8  | 3 | 869  | 786  | 83   |  | Venezuela              | 115-70 | -      | 76-72 |       | 66-69 | 77-56  |
| 5    | Bahamas                | 14  | 11 | 3  | 8 | 865  | 1015 | -150 |  | Argentine              | 95-77  | 83-72  | -     | 58-71 |       | 65-58  |
| 6    | Panama                 | 13  | 11 | 2  | 9 | 734  | 878  | -144 |  | Panama                 | -      | 50-106 | 67-93 | 53-71 | 77-88 |        |

| Qualification pour la Coupe du Monde 2023     |
| Possible qualification la Coupe du Monde 2023 |
| Élimination                                   |

#### Groupe F
| Rang | Équipe     | Pts | J  | G | P | Pp  | Pc   | Diff |  | Résultats (dom.\ext.) |       |       |        |        |        |        |
| ---- | ---------- | --- | -- | - | - | --- | ---- | ---- |  | --------------------- | ----- | ----- | ------ | ------ | ------ | ------ |
| 1    | États-Unis | 20  | 11 | 9 | 2 | 990 | 869  | 121  |  | Porto Rico            |       | 75-83 | 97-87  | 75-72  | 76-68  | 91-79  |
| 2    | Porto Rico | 18  | 11 | 7 | 4 | 872 | 862  | 10   |  | États-Unis            | 93-76 |       | 89-67  | 79-94  | 105-71 | 88-81  |
| 3    | Mexique    | 18  | 11 | 7 | 4 | 918 | 879  | 39   |  | Mexique               | 90-86 | 97-88 |        | 56-102 | 80-60  | 89-93  |
| 4    | Brésil     | 18  | 11 | 7 | 4 | 963 | 795  | 168  |  | Brésil                | 90-92 | -     | 72-82  |        | 85-66  | 119-73 |
| 5    | Uruguay    | 16  | 11 | 5 | 6 | 798 | 853  | -55  |  | Uruguay               | 78-70 | 77-88 | -      | 60-73  |        | 83-75  |
| 6    | Colombie   | 14  | 11 | 3 | 8 | 848 | 1014 | -166 |  | Colombie              | -     | 77-95 | 54-113 | 104-98 | 69-82  |        |

| Qualification pour la Coupe du Monde 2023     |
| Possible qualification la Coupe du Monde 2023 |
| Élimination                                   |

#### Départage du meilleur quatrième
| Rang | Équipe | Pts | J | G | P | Pp | Pc | Diff |
| ---- | ------ | --- | - | - | - | -- | -- | ---- |
| 1    | E4     | 0   | 0 | 0 | 0 | 0  | 0  |      |
| 2    | F4     | 0   | 0 | 0 | 0 | 0  | 0  |      |

| Qualification pour la Coupe du Monde 2023 |
| Élimination                               |

## Éliminatoires de la Coupe du monde de basketball FIBA 2023: zone Asie-Pacifique

### Équipes engagées
Les 16 équipes participant au Championnat d'Asie de basket-ball 2022 (FIBA Asia Cup 2022) sont engagées au premier tour de qualification pour la zone Asie-Pacifique :
- Arabie saoudite
- Australie
- Bahreïn
- Chine
- Corée du Sud
- Inde
- Indonésie
- Iran
- Japon
- Jordanie
- Kazakhstan
- Liban
- Nouvelle-Zélande
- Philippines
- Syrie
- Taïwan (Taipei chinois)

### Premier tour

#### Groupe A
| Rang | Équipe            | Pts | J | G | P | Pp  | Pc  | Diff |  | Résultats (dom.\ext.) |        |       |        |  |
| ---- | ----------------- | --- | - | - | - | --- | --- | ---- |  | --------------------- | ------ | ----- | ------ |  |
| 1    | Nouvelle-Zélande  | 8   | 4 | 4 | 0 | 390 | 229 | 161  |  | Nouvelle-Zélande      |        | 88-63 | 101-46 |  |
| 2    | Philippines (*)   | 6   | 4 | 2 | 2 | 290 | 321 | -31  |  | Inde                  | 60-95  |       | 64-88  |  |
| 3    | Inde              | 4   | 4 | 0 | 4 | 233 | 363 | -130 |  | Philippines           | 60-106 | 79-63 |        |  |
| 4    | Corée du Sud (**) | 0   | 0 | 0 | 0 | 0   | 0   |      |  | Corée du Sud          |        |       |        |  |

(*) : Les Philippines participent aux phases de qualification bien qu'elle soient qualifiées d'office pour la Coupe du Monde en tant que pays organisateur. Elles participeront aussi au second tour de qualification.
(**) : La Corée du Sud a déclaré forfait pour les matchs contre les Philippines et la Nouvelle-Zélande en raison de cas positifs au COVID-19 au sein de sa délégation et a ensuite été disqualifiée.
| Qualification pour le second tour  |
| Élimination (par disqualification) |

#### Groupe B
| Rang | Équipe    | Pts | J | G | P | Pp  | Pc  | Diff |  | Résultats (dom.\ext.) |        |       |       |       |
| ---- | --------- | --- | - | - | - | --- | --- | ---- |  | --------------------- | ------ | ----- | ----- | ----- |
| 1    | Australie | 12  | 6 | 6 | 0 | 513 | 365 | 148  |  | Chine                 |        | 79-63 | 48-71 | 94-58 |
| 2    | Chine     | 10  | 6 | 4 | 2 | 493 | 397 | 96   |  | Japon                 | 73-106 |       | 52-98 | 89-49 |
| 3    | Japon (*) | 8   | 6 | 2 | 4 | 417 | 483 | -66  |  | Australie             | 76-69  | 80-64 |       | 98-61 |
| 4    | Taïwan    | 6   | 6 | 0 | 6 | 366 | 544 | -178 |  | Taïwan                | 56-97  | 71-76 | 71-96 |       |

(*) : Le Japon participe aux phases de qualification bien qu'il soit qualifié d'office pour la Coupe du Monde en tant que pays organisateur. Il participera aussi au second tour de qualification.
| Qualification pour le second tour |
| Élimination                       |

#### Groupe C
| Rang | Équipe          | Pts | J | G | P | Pp  | Pc  | Diff |  | Résultats (dom.\ext.) |       |        |       |       |
| ---- | --------------- | --- | - | - | - | --- | --- | ---- |  | --------------------- | ----- | ------ | ----- | ----- |
| 1    | Liban           | 11  | 6 | 5 | 1 | 529 | 374 | 155  |  | Jordanie              |       | 74-63  | 94-64 | 68-61 |
| 2    | Jordanie        | 10  | 6 | 4 | 2 | 447 | 401 | 46   |  | Liban                 | 89-70 |        | 96-38 | 90-60 |
| 3    | Arabie saoudite | 9   | 6 | 3 | 3 | 425 | 436 | -11  |  | Indonésie             | 52-77 | 64-110 |       | 67-69 |
| 4    | Indonésie       | 6   | 6 | 0 | 6 | 351 | 541 | -190 |  | Arabie saoudite       | 72-64 | 68-81  | 95-66 |       |

| Qualification pour le second tour |
| Élimination                       |

#### Groupe D
| Rang | Équipe     | Pts | J | G | P | Pp  | Pc  | Diff |  | Résultats (dom.\ext.) |        |       |       |       |
| ---- | ---------- | --- | - | - | - | --- | --- | ---- |  | --------------------- | ------ | ----- | ----- | ----- |
| 1    | Kazakhstan | 11  | 6 | 5 | 1 | 452 | 384 | 68   |  | Iran                  |        | 69-73 | 80-68 | 82-66 |
| 2    | Iran       | 10  | 6 | 4 | 2 | 482 | 395 | 87   |  | Kazakhstan            | 68-60  |       | 84-74 | 51-62 |
| 3    | Bahreïn    | 8   | 6 | 2 | 4 | 380 | 475 | -95  |  | Syrie                 | 56-91  | 71-81 |       | 67-76 |
| 4    | Syrie      | 7   | 6 | 1 | 5 | 416 | 476 | -60  |  | Bahreïn               | 64-100 | 48-95 | 64-80 |       |

| Qualification pour le second tour |
| Élimination                       |

### Second tour

#### Groupe E
| Rang | Équipe           | Pts | J | G | P | Pp  | Pc  | Diff |  | Résultats (dom.\ext.) |        |        |        |        |       |        |
| ---- | ---------------- | --- | - | - | - | --- | --- | ---- |  | --------------------- | ------ | ------ | ------ | ------ | ----- | ------ |
| 1    | Liban            | 16  | 9 | 7 | 2 | 779 | 662 | 117  |  | Arabie saoudite       |        | 68-81  | 72-64  | 65-80  | 63-76 | 85-54  |
| 2    | Nouvelle-Zélande | 16  | 9 | 7 | 2 | 820 | 598 | 222  |  | Liban                 | 90-60  |        | 89-70  | 77-65  | 85-81 | 103-74 |
| 3    | Philippines (*)  | 15  | 9 | 6 | 3 | 712 | 677 | 35   |  | Jordanie              | 68-61  | 74-63  |        | 92-75  | 66-74 | 80-64  |
| 4    | Jordanie         | 14  | 9 | 5 | 4 | 684 | 661 | 23   |  | Nouvelle-Zélande      | 110-63 | -      | 100-72 |        | 88-63 | 101-46 |
| 4    | Arabie saoudite  | 11  | 9 | 2 | 7 | 583 | 707 | -124 |  | Philippines           | 84-46  | 107-96 | -      | 60-106 |       | 79-63  |
| 5    | Inde             | 9   | 9 | 0 | 9 | 551 | 824 | -273 |  | Inde                  | -      | 63-95  | 63-98  | 60-95  | 64-88 |        |

(*) : Les Philippines qualifiées d'office en tant que pays organisateur ne sont pas incluses dans le classement final, cependant les résultats de ses rencontres sont pris en compte pour déterminer le classement des autres équipes.
| Qualification pour la Coupe du Monde 2023 |
| Élimination                               |

#### Groupe F
| Rang | Équipe     | Pts | J  | G  | P  | Pp  | Pc   | Diff |  | Résultats (dom.\ext.) |       |       |        |        |        |       |
| ---- | ---------- | --- | -- | -- | -- | --- | ---- | ---- |  | --------------------- | ----- | ----- | ------ | ------ | ------ | ----- |
| 1    | Australie  | 23  | 12 | 11 | 1  | 993 | 657  | 336  |  | Bahreïn               |       | 48-95 | 64-100 | 50-104 | 67-80  | 74-87 |
| 2    | Chine      | 22  | 12 | 10 | 2  | 959 | 792  | 167  |  | Kazakhstan            | 51-62 |       | 68-60  | 50-97  | 56-68  | 61-81 |
| 3    | Japon (*)  | 19  | 12 | 7  | 5  | 917 | 878  | 39   |  | Iran                  | 82-66 | 69-73 |        | 20-0   | 72-81  | 79-68 |
| 4    | Iran       | 18  | 12 | 6  | 6  | 856 | 824  | 32   |  | Australie             | 83-51 | 98-53 | 98-68  |        | 76-69  | 80-64 |
| 5    | Kazakhstan | 17  | 12 | 5  | 7  | 779 | 872  | -93  |  | Chine                 | 80-67 | 71-59 | 86-74  | 48-71  |        | 79-63 |
| 6    | Bahreïn    | 14  | 12 | 2  | 10 | 761 | 1004 | -243 |  | Japon                 | 95-72 | 73-48 | 96-61  | 52-98  | 73-106 |       |

(*) : Le Japon qualifiée d'office en tant que pays organisateur n'est pas inclus dans le classement final, cependant les résultats de ses rencontres sont pris en compte pour déterminer le classement des autres équipes.
| Qualification pour la Coupe du Monde 2023 |
| Élimination                               |

## Éliminatoires de la Coupe du monde de basketball FIBA 2023: zone Europe

### Équipes engagées
Les 24 participants à l'Eurobasket 2022 sont directement engagés pour le premier tour de qualification :
- Allemagne
- Belgique
- Bosnie-Herzégovine
- Bulgarie
- Croatie
- Espagne
- Estonie
- Finlande
- France
- Géorgie
- Grande-Bretagne
- Grèce
- Hongrie
- Israël
- Italie
- Lituanie
- Monténégro
- Pays-Bas
- Pologne
- Serbie
- Slovénie
- Tchéquie
- Turquie
- Ukraine

16 équipes qui ont échoué à se qualifier aux éliminatoires de l'Eurobasket 2022 ou à l'EuroBasket 2022 participent à deux tours préliminaires qui qualifieront 8 d'entre elles pour le premier tour.

Les 8 équipes qui ne se sont pas qualifié pour les éliminatoires de l'EuroBasket 2022 :
- Albanie
- Biélorussie
- Chypre
- Islande
- Kosovo
- Luxembourg
- Portugal
- Slovaquie

Les 8 équipes qui ne se sont pas qualifié pour l'EuroBasket 2022 :
- Autriche (*)
- Danemark
- Lettonie
- Macédoine du Nord
- Monténégro
- Roumanie
- Suède
- Suisse

(*) : Le Luxembourg a remplacé l'Autriche, qui s'est retirée avant le début du 1er tour.

### Tour préliminaire

#### Premier tour
Les 8 équipes qui ne se sont pas qualifié pour les éliminatoires de l'EuroBasket 2022 participent au premier tour préliminaire et sont réparties en 2 groupes de 4 équipes. 
Dans chaque groupe, les équipes se rencontrent entre elles en format match Aller/Retour (domicile/extérieur) entre le 20 février 2020 et le 20 février 2021. A l'issue de ces rencontres, les 2 meilleures équipes de chaque groupe se qualifient pour le second tour préliminaire.
Le tirage au sort des groupes a été effectué par la FIBA le 29 octobre 2019 à Mies, en Suisse.

##### Groupe A
| Rang | Équipe      | Pts | J | G | P | Pp  | Pc  | Diff |  | Résultats (dom.\ext.) |       |       |       |       |
| ---- | ----------- | --- | - | - | - | --- | --- | ---- |  | --------------------- | ----- | ----- | ----- | ----- |
| 1    | Portugal    | 11  | 6 | 5 | 1 | 447 | 369 | 78   |  | Chypre                |       | 52-84 | 88-66 | 41-97 |
| 2    | Biélorussie | 11  | 6 | 5 | 1 | 498 | 347 | 151  |  | Portugal              | 74-56 |       | 70-62 | 75-57 |
| 3    | Chypre      | 7   | 6 | 1 | 5 | 354 | 481 | -127 |  | Albanie               | 71-64 | 70-88 |       | 72-93 |
| 4    | Albanie     | 7   | 6 | 1 | 5 | 391 | 493 | -102 |  | Biélorussie           | 89-53 | 72-56 | 90-50 |       |

| Qualification pour le second tour préliminaire |
| Élimination                                    |

##### Groupe B
| Rang | Équipe     | Pts | J | G | P | Pp  | Pc  | Diff |  | Résultats (dom.\ext.) |       |       |       |       |
| ---- | ---------- | --- | - | - | - | --- | --- | ---- |  | --------------------- | ----- | ----- | ----- | ----- |
| 1    | Islande    | 11  | 6 | 5 | 1 | 517 | 455 | 62   |  | Slovaquie             |       | 91-67 | 73-65 | 79-94 |
| 2    | Slovaquie  | 9   | 6 | 3 | 3 | 467 | 459 | 8    |  | Kosovo                | 73-77 |       | 89-99 | 80-78 |
| 3    | Luxembourg | 8   | 6 | 2 | 4 | 481 | 495 | -14  |  | Luxembourg            | 77-73 | 80-84 |       | 84-86 |
| 4    | Kosovo     | 8   | 6 | 2 | 4 | 455 | 511 | -56  |  | Islande               | 83-74 | 86-82 | 90-76 |       |

| Qualification pour le second tour préliminaire |
| Élimination                                    |

#### Second tour
Les 4 équipes qualifiées du premier tour préliminaire sont ensuite rejointes par les 8 équipes qui ne se sont pas qualifié pour l'EuroBasket 2022. Les 12 équipes participent au second tour préliminaire et sont réparties en 4 groupes de 3 équipes.
Dans chaque groupe, les équipes se rencontrent entre elles en format match Aller/Retour (domicile/extérieur) entre le 7 et le 18 août 2021. A l'issue de ces rencontres, les 2 meilleures équipes de chaque groupe se qualifient pour le premier tour.
Le tirage au sort des groupes a été effectué par la FIBA le 28 avril 2021 à Berlin.

#### Groupe C
| Rang | Équipe     | Pts | J | G | P | Pp  | Pc  | Diff |  | Résultats (dom.\ext.) |        |       |       |
| ---- | ---------- | --- | - | - | - | --- | --- | ---- |  | --------------------- | ------ | ----- | ----- |
| 1    | Suède      | 7   | 4 | 3 | 1 | 379 | 273 | 106  |  | Suède                 |        | 77-79 | 94-58 |
| 2    | Portugal   | 7   | 4 | 3 | 1 | 302 | 304 | -2   |  | Portugal              | 60-79  |       | 83-74 |
| 3    | Luxembourg | 4   | 4 | 0 | 4 | 282 | 386 | -104 |  | Luxembourg            | 76-129 | 74-80 |       |

| Qualification pour le premier tour |
| Élimination                        |

#### Groupe D
| Rang | Équipe      | Pts | J | G | P | Pp  | Pc  | Diff |  | Résultats (dom.\ext.) |       |        |       |
| ---- | ----------- | --- | - | - | - | --- | --- | ---- |  | --------------------- | ----- | ------ | ----- |
| 1    | Lettonie    | 8   | 4 | 4 | 0 | 362 | 284 | 78   |  | Roumanie              |       | 72-108 | 66-94 |
| 2    | Biélorussie | 6   | 4 | 2 | 2 | 314 | 313 | 1    |  | Lettonie              | 79-69 |        | 92-83 |
| 3    | Roumanie    | 4   | 4 | 0 | 4 | 279 | 358 | -79  |  | Biélorussie           | 77-72 | 60-83  |       |

| Qualification pour le premier tour |
| Élimination                        |

#### Groupe E
| Rang | Équipe     | Pts | J | G | P | Pp  | Pc  | Diff |  | Résultats (dom.\ext.) |       |       |       |
| ---- | ---------- | --- | - | - | - | --- | --- | ---- |  | --------------------- | ----- | ----- | ----- |
| 1    | Monténégro | 8   | 4 | 4 | 0 | 323 | 284 | 39   |  | Monténégro            |       | 83-69 | 79-67 |
| 2    | Islande    | 6   | 4 | 2 | 2 | 329 | 308 | 21   |  | Islande               | 80-82 |       | 91-70 |
| 3    | Danemark   | 4   | 4 | 0 | 4 | 278 | 338 | -60  |  | Danemark              | 68-79 | 73-89 |       |

| Qualification pour le premier tour |
| Élimination                        |

#### Groupe F
| Rang | Équipe            | Pts | J | G | P | Pp  | Pc  | Diff |  | Résultats (dom.\ext.) |       |       |       |
| ---- | ----------------- | --- | - | - | - | --- | --- | ---- |  | --------------------- | ----- | ----- | ----- |
| 1    | Macédoine du Nord | 6   | 4 | 2 | 2 | 270 | 263 | 7    |  | Macédoine du Nord     |       | 62-67 | 72-88 |
| 2    | Slovaquie         | 6   | 4 | 2 | 2 | 259 | 262 | -3   |  | Suisse                | 61-67 |       | 56-64 |
| 3    | Suisse            | 6   | 4 | 2 | 2 | 249 | 253 | -4   |  | Slovaquie             | 47-69 | 60-65 |       |

| Qualification pour le premier tour |
| Élimination                        |

### Premier tour

#### Groupe A
| Rang | Équipe    | Pts | J | G | P | Pp  | Pc  | Diff |  | Résultats (dom.\ext.) |        |       |       |         |
| ---- | --------- | --- | - | - | - | --- | --- | ---- |  | --------------------- | ------ | ----- | ----- | ------- |
| 1    | Lettonie  | 11  | 6 | 5 | 1 | 475 | 422 | 53   |  | Slovaquie             |        | 63-71 | 57-83 | 60-93   |
| 2    | Belgique  | 10  | 6 | 4 | 2 | 460 | 392 | 68   |  | Serbie                | 75-63  |       | 73-74 | 101-100 |
| 3    | Serbie    | 9   | 6 | 3 | 3 | 448 | 439 | 9    |  | Belgique              | 102-59 | 73-69 |       | 65-66   |
| 4    | Slovaquie | 6   | 6 | 0 | 6 | 376 | 506 | -130 |  | Lettonie              | 82-74  | 66-59 | 68-63 |         |

| Qualification pour le second tour |
| Élimination                       |

#### Groupe B
| Rang | Équipe          | Pts | J | G | P | Pp  | Pc  | Diff |  | Résultats (dom.\ext.) |       |       |       |  |
| ---- | --------------- | --- | - | - | - | --- | --- | ---- |  | --------------------- | ----- | ----- | ----- |  |
| 1    | Grèce           | 7   | 4 | 3 | 1 | 310 | 287 | 23   |  | Grande-Bretagne       |       | 71-85 | 78-69 |  |
| 2    | Turquie         | 6   | 4 | 2 | 2 | 307 | 286 | 21   |  | Turquie               | 84-67 |       | 67-76 |  |
| 3    | Grande-Bretagne | 5   | 4 | 1 | 3 | 287 | 331 | -44  |  | Grèce                 | 93-71 | 72-71 |       |  |
| 4    | Biélorussie (*) | 0   | 0 | 0 | 0 | 0   | 0   |      |  | Biélorussie           |       |       |       |  |

(*) : Après l'invasion de l'Ukraine par la Russie en février 2022, la FIBA exclut la Russie et la Biélorussie des qualifications pour la Coupe du monde 2023.
| Qualification pour le second tour |
| Élimination                       |

#### Groupe C
| Rang | Équipe   | Pts | J | G | P | Pp  | Pc  | Diff |  | Résultats (dom.\ext.) |       |        |       |       |
| ---- | -------- | --- | - | - | - | --- | --- | ---- |  | --------------------- | ----- | ------ | ----- | ----- |
| 1    | Finlande | 11  | 6 | 5 | 1 | 474 | 446 | 28   |  | Suède                 |       | 98-105 | 72-62 | 81-84 |
| 2    | Slovénie | 10  | 6 | 4 | 2 | 506 | 482 | 24   |  | Croatie               | 64-70 |        | 79-81 | 74-76 |
| 3    | Suède    | 8   | 6 | 2 | 4 | 479 | 494 | -15  |  | Finlande              | 85-69 | 77-71  |       | 86-76 |
| 4    | Croatie  | 7   | 6 | 1 | 5 | 462 | 499 | -37  |  | Slovénie              | 94-89 | 97-69  | 79-83 |       |

| Qualification pour le second tour |
| Élimination                       |

#### Groupe D
| Rang | Équipe    | Pts | J | G | P | Pp  | Pc  | Diff |  | Résultats (dom.\ext.) |       |       |       |       |
| ---- | --------- | --- | - | - | - | --- | --- | ---- |  | --------------------- | ----- | ----- | ----- | ----- |
| 1    | Allemagne | 11  | 6 | 5 | 1 | 474 | 425 | 49   |  | Israël                |       | 67-71 | 96-77 | 69-61 |
| 2    | Israël    | 9   | 6 | 3 | 3 | 476 | 452 | 24   |  | Allemagne             | 84-80 |       | 66-69 | 93-83 |
| 3    | Estonie   | 8   | 6 | 2 | 4 | 415 | 470 | -55  |  | Estonie               | 69-79 | 57-88 |       | 75-71 |
| 4    | Pologne   | 8   | 6 | 2 | 4 | 444 | 462 | -18  |  | Pologne               | 90-85 | 69-72 | 70-68 |       |

| Qualification pour le second tour |
| Élimination                       |

#### Groupe E
| Rang | Équipe     | Pts | J | G | P | Pp  | Pc  | Diff |  | Résultats (dom.\ext.) |       |       |       |       |
| ---- | ---------- | --- | - | - | - | --- | --- | ---- |  | --------------------- | ----- | ----- | ----- | ----- |
| 1    | France     | 11  | 6 | 5 | 1 | 464 | 343 | 121  |  | Portugal              |       | 56-69 | 75-81 | 62-77 |
| 2    | Monténégro | 10  | 6 | 4 | 2 | 464 | 428 | 36   |  | France                | 94-56 |       | 81-40 | 73-67 |
| 3    | Hongrie    | 9   | 6 | 3 | 3 | 399 | 469 | -70  |  | Hongrie               | 69-68 | 54-78 |       | 67-83 |
| 4    | Portugal   | 6   | 6 | 0 | 6 | 386 | 473 | -87  |  | Monténégro            | 83-69 | 70-69 | 84-88 |       |

| Qualification pour le second tour |
| Élimination                       |

#### Groupe F
| Rang | Équipe             | Pts | J | G | P | Pp  | Pc  | Diff |  | Résultats (dom.\ext.) |       |       |       |       |
| ---- | ------------------ | --- | - | - | - | --- | --- | ---- |  | --------------------- | ----- | ----- | ----- | ----- |
| 1    | Lituanie           | 11  | 6 | 5 | 1 | 462 | 421 | 41   |  | Lituanie              |       | 77-56 | 72-83 | 89-69 |
| 2    | Tchéquie           | 9   | 6 | 3 | 3 | 485 | 483 | 2    |  | Bosnie-Herzégovine    | 77-78 |       | 97-90 | 76-73 |
| 3    | Bosnie-Herzégovine | 9   | 6 | 3 | 3 | 472 | 486 | -14  |  | Tchéquie              | 66-74 | 93-81 |       | 83-80 |
| 4    | Bulgarie           | 7   | 6 | 1 | 5 | 446 | 475 | -29  |  | Bulgarie              | 70-72 | 75-85 | 79-70 |       |

| Qualification pour le second tour |
| Élimination                       |

#### Groupe G
| Rang | Équipe            | Pts | J | G | P | Pp  | Pc  | Diff |  | Résultats (dom.\ext.) |       |       |       |       |
| ---- | ----------------- | --- | - | - | - | --- | --- | ---- |  | --------------------- | ----- | ----- | ----- | ----- |
| 1    | Espagne           | 11  | 6 | 5 | 1 | 504 | 402 | 102  |  | Géorgie               |       | 91-70 | 88-83 | 82-76 |
| 2    | Géorgie           | 10  | 6 | 4 | 2 | 467 | 462 | 5    |  | Macédoine du Nord     | 65-79 |       | 68-73 | 65-94 |
| 3    | Ukraine           | 9   | 6 | 3 | 3 | 463 | 448 | 15   |  | Ukraine               | 79-66 | 78-61 |       | 76-77 |
| 4    | Macédoine du Nord | 6   | 6 | 0 | 6 | 373 | 495 | -122 |  | Espagne               | 89-61 | 80-44 | 88-74 |       |

| Qualification pour le second tour |
| Élimination                       |

#### Groupe H
| Rang | Équipe     | Pts | J | G | P | Pp  | Pc  | Diff |  | Résultats (dom.\ext.) |       |         |       |  |
| ---- | ---------- | --- | - | - | - | --- | --- | ---- |  | --------------------- | ----- | ------- | ----- |  |
| 1    | Italie     | 7   | 4 | 3 | 1 | 367 | 348 | 19   |  | Pays-Bas              |       | 81-92   | 77-79 |  |
| 2    | Islande    | 7   | 4 | 3 | 1 | 340 | 343 | -3   |  | Italie                | 75-73 |         | 95-87 |  |
| 3    | Pays-Bas   | 4   | 4 | 0 | 4 | 297 | 313 | -16  |  | Islande               | 67-66 | 107-105 |       |  |
| 4    | Russie (*) | 0   | 0 | 0 | 0 | 0   | 0   |      |  | Russie                |       |         |       |  |

(*) : Après l'invasion de l'Ukraine par la Russie en février 2022, la FIBA exclut la Russie et la Biélorussie des qualifications pour la Coupe du monde 2023.
|  |

| Qualification pour le second tour |
| Élimination                       |

### Second tour

#### Groupe I
| Rang | Équipe          | Pts | J | G | P | Pp  | Pc  | Diff |  | Résultats (dom.\ext.) |         |       |       |       |        |        |
| ---- | --------------- | --- | - | - | - | --- | --- | ---- |  | --------------------- | ------- | ----- | ----- | ----- | ------ | ------ |
| 1    | Lettonie        | 17  | 9 | 8 | 1 | 740 | 650 | 90   |  | Lettonie              |         | 68-63 | 66-59 | 79-63 | -      | 111-85 |
| 2    | Grèce           | 15  | 9 | 6 | 3 | 718 | 697 | 21   |  | Belgique              | 65-66   |       | 73-69 | 72-57 | 70-72  | -      |
| 3    | Serbie          | 14  | 9 | 5 | 4 | 724 | 720 | 4    |  | Serbie                | 101-100 | 73-74 |       | -     | 100-94 | 77-76  |
| 4    | Belgique        | 13  | 9 | 4 | 5 | 625 | 635 | -10  |  | Grande-Bretagne       | 80-87   | 59-88 | 68-74 |       | 78-69  | 71-85  |
| 5    | Turquie         | 12  | 9 | 3 | 6 | 700 | 688 | 12   |  | Grèce                 | 60-80   | 85-68 | 97-92 | 93-71 |        | 72-71  |
| 6    | Grande-Bretagne | 10  | 9 | 1 | 8 | 614 | 731 | -117 |  | Turquie               | 74-83   | 86-52 | 72-79 | 84-67 | 67-76  |        |

| Qualification pour la Coupe du Monde 2023 |
| Élimination                               |

#### Groupe J
| Rang | Équipe    | Pts | J  | G | P | Pp  | Pc  | Diff |  | Résultats (dom.\ext.) |       |       |       |        |       |       |
| ---- | --------- | --- | -- | - | - | --- | --- | ---- |  | --------------------- | ----- | ----- | ----- | ------ | ----- | ----- |
| 1    | Allemagne | 20  | 11 | 9 | 2 | 873 | 773 | 100  |  | Finlande              |       | 86-76 | 85-69 | 91-71  | -     | 79-73 |
| 2    | Finlande  | 20  | 11 | 9 | 2 | 897 | 847 | 50   |  | Slovénie              | 79-83 |       | 94-89 | 104-83 | 81-75 | -     |
| 3    | Slovénie  | 18  | 11 | 7 | 4 | 915 | 871 | 44   |  | Suède                 | 72-62 | 81-84 |       | -      | 50-67 | 71-68 |
| 4    | Suède     | 16  | 11 | 5 | 6 | 848 | 867 | -19  |  | Estonie               | 68-76 | 79-78 | 82-87 |        | 57-88 | 69-79 |
| 5    | Israël    | 14  | 11 | 3 | 8 | 857 | 869 | -12  |  | Allemagne             | 94-80 | 90-71 | 73-66 | 66-69  |       | 84-80 |
| 6    | Estonie   | 14  | 11 | 3 | 8 | 798 | 906 | -108 |  | Israël                | 95-97 | 62-75 | 83-95 | 96-77  | 67-71 |       |

| Qualification pour la Coupe du Monde 2023 |
| Élimination                               |

#### Groupe K
| Rang | Équipe             | Pts | J  | G  | P | Pp  | Pc  | Diff |  | Résultats (dom.\ext.) |       |       |       |       |       |       |
| ---- | ------------------ | --- | -- | -- | - | --- | --- | ---- |  | --------------------- | ----- | ----- | ----- | ----- | ----- | ----- |
| 1    | France             | 22  | 12 | 10 | 2 | 973 | 742 | 231  |  | France                |       | 73-67 | 81-40 | 92-56 | 70-63 | 95-60 |
| 2    | Lituanie           | 21  | 12 | 9  | 3 | 922 | 852 | 70   |  | Monténégro            | 70-69 |       | 84-88 | 88-69 | 56-65 | 88-70 |
| 3    | Monténégro         | 19  | 12 | 7  | 5 | 900 | 852 | 48   |  | Hongrie               | 54-78 | 67-83 |       | 87-77 | 78-88 | 83-69 |
| 4    | Hongrie            | 18  | 12 | 6  | 6 | 871 | 954 | -83  |  | Bosnie-Herzégovine    | 96-90 | 74-66 | 83-78 |       | 77-78 | 97-90 |
| 5    | Bosnie-Herzégovine | 18  | 12 | 6  | 6 | 927 | 987 | -60  |  | Lituanie              | 65-90 | 90-73 | 89-64 | 77-56 |       | 72-83 |
| 6    | Tchéquie           | 15  | 12 | 3  | 9 | 878 | 968 | -90  |  | Tchéquie              | 59-72 | 56-65 | 79-82 | 93-81 | 66-74 |       |

| Qualification pour la Coupe du Monde 2023 |
| Élimination                               |

#### Groupe L
| Rang | Équipe   | Pts | J  | G | P  | Pp  | Pc  | Diff |  | Résultats (dom.\ext.) |       |       |       |       |         |       |
| ---- | -------- | --- | -- | - | -- | --- | --- | ---- |  | --------------------- | ----- | ----- | ----- | ----- | ------- | ----- |
| 1    | Espagne  | 18  | 10 | 8 | 2  | 823 | 703 | 120  |  | Espagne               |       | 89-61 | 88-74 | 84-72 | 68-72   | 87-57 |
| 2    | Italie   | 18  | 10 | 8 | 2  | 881 | 836 | 45   |  | Géorgie               | 82-76 |       | 88-83 | 77-66 | 84-85   | 77-80 |
| 3    | Géorgie  | 15  | 10 | 5 | 5  | 795 | 814 | -19  |  | Ukraine               | 76-77 | 79-66 |       | 72-56 | 89-97   | 79-72 |
| 4    | Islande  | 15  | 10 | 5 | 5  | 786 | 842 | -56  |  | Pays-Bas              | 64-86 | 80-88 | 77-96 |       | 81-92   | 77-79 |
| 5    | Ukraine  | 14  | 10 | 4 | 6  | 811 | 797 | 14   |  | Italie                | 84-88 | 91-84 | 85-75 | 75-73 |         | 95-87 |
| 6    | Pays-Bas | 10  | 10 | 0 | 10 | 712 | 816 | -104 |  | Islande               | 61-80 | 85-88 | 91-88 | 67-66 | 107-105 |       |

| Qualification pour la Coupe du Monde 2023 |
| Élimination                               |